# DB320

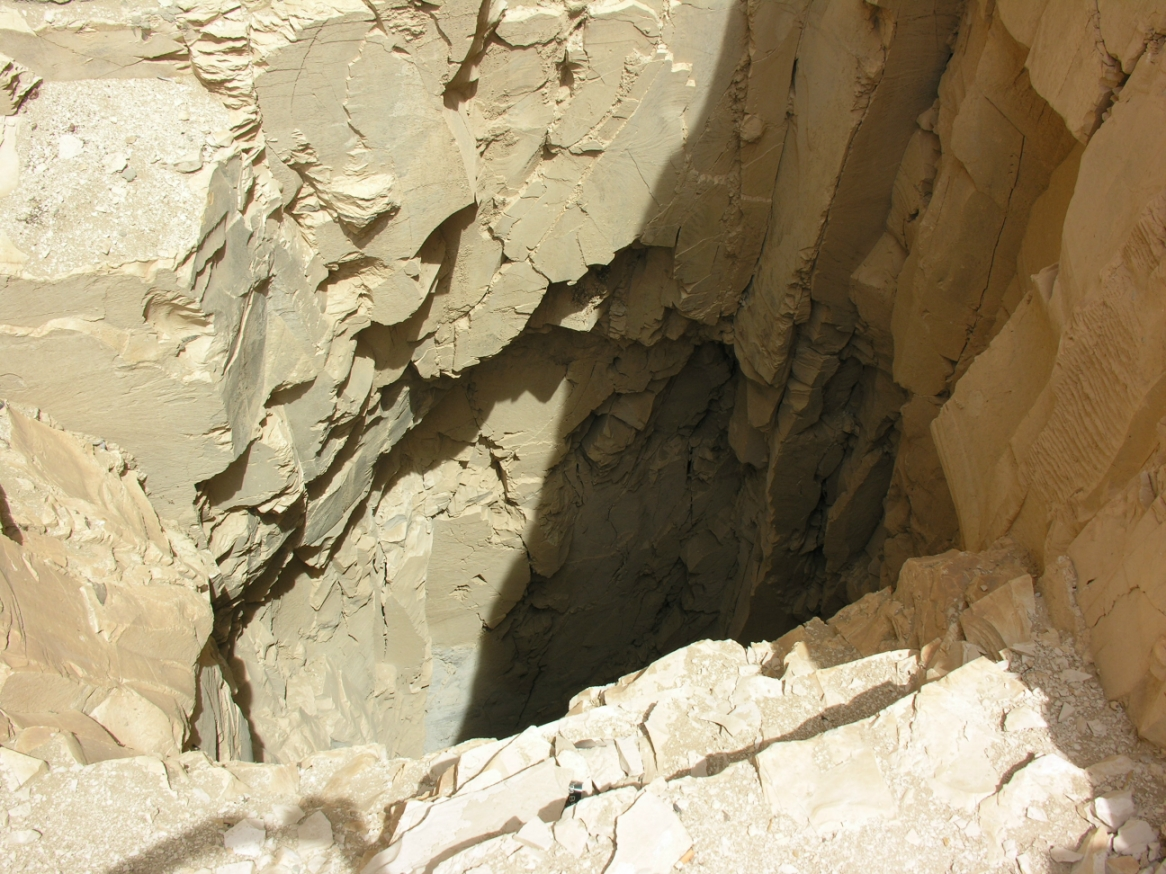
DB320 in 2008

DB320 is een in de rotsen uitgehouwen verzamelgraf uit de tijd van de 21e dynastie van Egypte op de westoever van de Nijl bij Luxor, het vroegere Thebe.
De letters DB staan voor Deir el-Bahri een dorpje in de buurt. Men spreekt ook wel van TT320. TT staat voor Theban Tomb, waarmee de zogenaamde Graven der Edelen aangeduid worden.

## Ontdekking van het graf
In het graf troffen Émile Brugsch en Gaston Maspero in het jaar 1881 een vrij groot aantal mummies uit het oude Egypte aan. De meesten waren van koninklijken bloede. Het graf bevatte ook een 6000-tal grafgiften, beeldjes en andere objecten en was al enige tijd als bron van inkomsten gebruikt door de gebroeders Rassoel. Op 25 juni 1881 verraadde een van hen onder marteling de locatie aan de Dienst van Oudheden van de Egyptische autoriteiten. Omdat de Europese oudheidkundigen vreesden voor hun eigen veiligheid en die van de mummies lieten zij in grote haast het hele graf leeg halen. De lokale bevolking was allesbehalve blij met het verlies van een belangrijke bron van inkomsten. Al op 11 juli waren de meeste kisten en mummies naar Caïro vervoerd. Bij deze verhuizing ging een grote hoeveelheid informatie verloren. Er werd nergens aantekening van gemaakt en later zou Maspero uit zijn geheugen een verslag publiceren.
In de jaren 1998, 2001 en 2004 voerde de Duitse egyptoloog Erhart Gräfe een nieuwe en nu minutieuze expeditie uit naar de locatie om zo veel mogelijk de gang van zaken te reconstrueren en zodoende een aantal van de vele onduidelijkheden uit de weg te ruimen.

## Oorspronkelijk doel
Het graf was oorspronkelijk bedoeld als laatste rustplaats van hogepriester-koning Pinodjem II van de 21e dynastie, zijn vrouw Nesichons en enkele andere familieleden. Pinoedjem II stierf rond 980/970 v.Chr. in een tijd van verval van het Egyptisch koninkrijk. In deze tijd waren de mummies uit vroegere dynastieën hun rust niet meer zeker. Grafroverij was aan de orde van de dag, vooral omdat dieven op de kostbaarheden uit waren, maar men vreesde ook voor het voortbestaan van de mummies zelf.
In toenmalig Egypte was het vernietigen van een mummie de ergst denkbare schending van de grote koningen van weleer, omdat zonder de mummie de overledene in het hiernamaals niet verder kon leven. Veel oudere koninklijke mummies werden daarom in veiligheid gebracht door ze te verslepen naar een andere rustplaats. Met sommige gebeurde dat zelfs meer dan eens. DB320 is een uiteindelijke rustplaats van vele groten uit het Nieuwe Rijk geworden.

## Inhoud van het graf
Lijst van mummies:
| Dynastie | Naam                                 | Titel                                              |
| -------- | ------------------------------------ | -------------------------------------------------- |
| 17e      | Seqenenre Tao II                     | Farao                                              |
| 17e      | Tetisheri                            | Grote koninklijke vrouwe                           |
| 17e      | Ahmose-Inhapi                        | Koningin                                           |
| 17e      | Ahmose-Henoetemipet                  | Prinses                                            |
| 17e      | Ahmose-Henoettamehoe                 | Grote koninklijke vrouwe                           |
| 17e      | Ahmose-Sipair                        | Prins                                              |
| 17e      | Ahmose-Sitkamose                     | Grote koninklijke vrouwe                           |
| 18e      | Nebpehitre Ahmose I                  | Farao                                              |
| 18e      | Ahmose-Nefertari                     | Grote koninklijke vrouwe                           |
| 18e      | Rai (voedster)                       | Koninklijke voedster                               |
| 18e      | Siamon                               | Zoon                                               |
| 18e      | Ahmose-Sitamon                       | Prinses                                            |
| 18e      | Djeserkare Amenhotep I               | Farao                                              |
| 18e      | Aacheperkare Thoetmosis I            | Farao                                              |
| 18e      | Baket/Baketamon                      | Prinses                                            |
| 18e      | Aacheperenre Thoetmosis II           | Farao                                              |
| 18e      | Iset                                 | Grote koninklijke vrouwe                           |
| 18e      | Mencheperre Thoetmosis III           | Farao                                              |
| 18e      | Onbekende man C (mogelijk Senenmoet) |                                                    |
| 19e      | Menpehtire Ramses I                  | Farao                                              |
| 19e      | Menmaätre Seti I                     | Farao                                              |
| 19e      | Oesermaätre-Setepenre Ramses II      | Farao                                              |
| 20e      | Oesermaatre-Meriamen Ramses III      | Farao                                              |
| 20e      | Neferkare-Setepenre Ramses IX        | Farao                                              |
| 21e      | Nedjmet                              | Koningin                                           |
| 21e      | Pinedjem I                           | Hogepriester van Amon                              |
| 21e      | Doeathathor-Henoettawi               | Koningin                                           |
| 21e      | Maätkare                             | Grote koninklijke vrouwe                           |
| 21e      | Masaharta                            | Hogepriester van Amon                              |
| 21e      | Tayoeheret                           | Zangeres van Amon                                  |
| 21e      | Pinedjem II                          | Hogepriester van Amon                              |
| 21e      | Isetemcheb D                         | Hoofd van de harem van Amon-Re                     |
| 21e      | Neschons                             | Eerste zangeres van Amon, Koningsdochter van Koesj |
| 21e      | Djedptahioefanch                     | Vierde profeet van Amon                            |
| 21e      | Nesitanebetasjroe                    |                                                    |
| ?        | Onbekende man E                      |                                                    |
| ?        | Acht ongeïdentificeerde mummies      |                                                    |